# Моро, Федерика
Федерика Моро (итал. Federica Moro; род. 20 февраля 1965, Карате-Брианца) — итальянская актриса и фотомодель.

## Биография
Федерика Мария Моро родилась 20 февраля 1965 года в городе Карате-Брианца, Италия. В 1982 году в возрасте 17 лет Федерика выиграла конкурс «Мисс Италия». После победы на конкурсе до начала 1990-х она активно снималась в итальянском кино. Сыграла в нескольких телесериалах, позже стала телеведущей. Часто снималась в рекламе косметики; появлялась на обложках журналов «Grand Hotel» (1985) и «Playmen» (1990).

## Фильмография
| Год  |    | Русское название          | Оригинальное название                                 | Роль               |
| ---- | -- | ------------------------- | ----------------------------------------------------- | ------------------ |
| 1983 | ф  | Особые приметы: Красавчик | Segni particolari: bellissimo                         | Микела             |
| 1984 | ф  | Колледж                   | College                                               | Арианна Сильвестри |
| 1985 | ф  | Джоан Луй                 | Joan Lui - ma un giorno nel paese arrivo io di lunedì | Эмануэлла Карлони  |
| 1986 | ф  | Яппи                      | Yuppies, i giovani di successo                        | Маргарита          |
| 1986 | ф  | Яппи 2                    | Yuppies 2                                             | Маргарита          |
| 1987 | с  | Никто не вернется назад   | Nessuno torna indietro                                | Эмануэлла          |
| 1987 | с  | Фантастическая восьмёрка  | Fantastico 8                                          | камео              |
| 1988 | ф  | Азартная игра             | La partita                                            | девушка            |
| 1989 | с  | Колледж                   | College                                               | Арианна Сильвестри |
| 1989 | тф | Орлы                      | Aquile                                                | Адриана            |
| 1992 | с  | Сенсация                  | Scoop                                                 | Джинаколи          |
| 1992 | ф  | Последний вздох           | Ultimo respiro                                        | Маргарита          |
| 1999 | тф | Три прощания              | Tre addii                                             | Лаура              |
| 2007 | с  | Те, кто и есть... футбол  | Quelli che... il calcio                               | камео              |